# Johann von Schepenstede

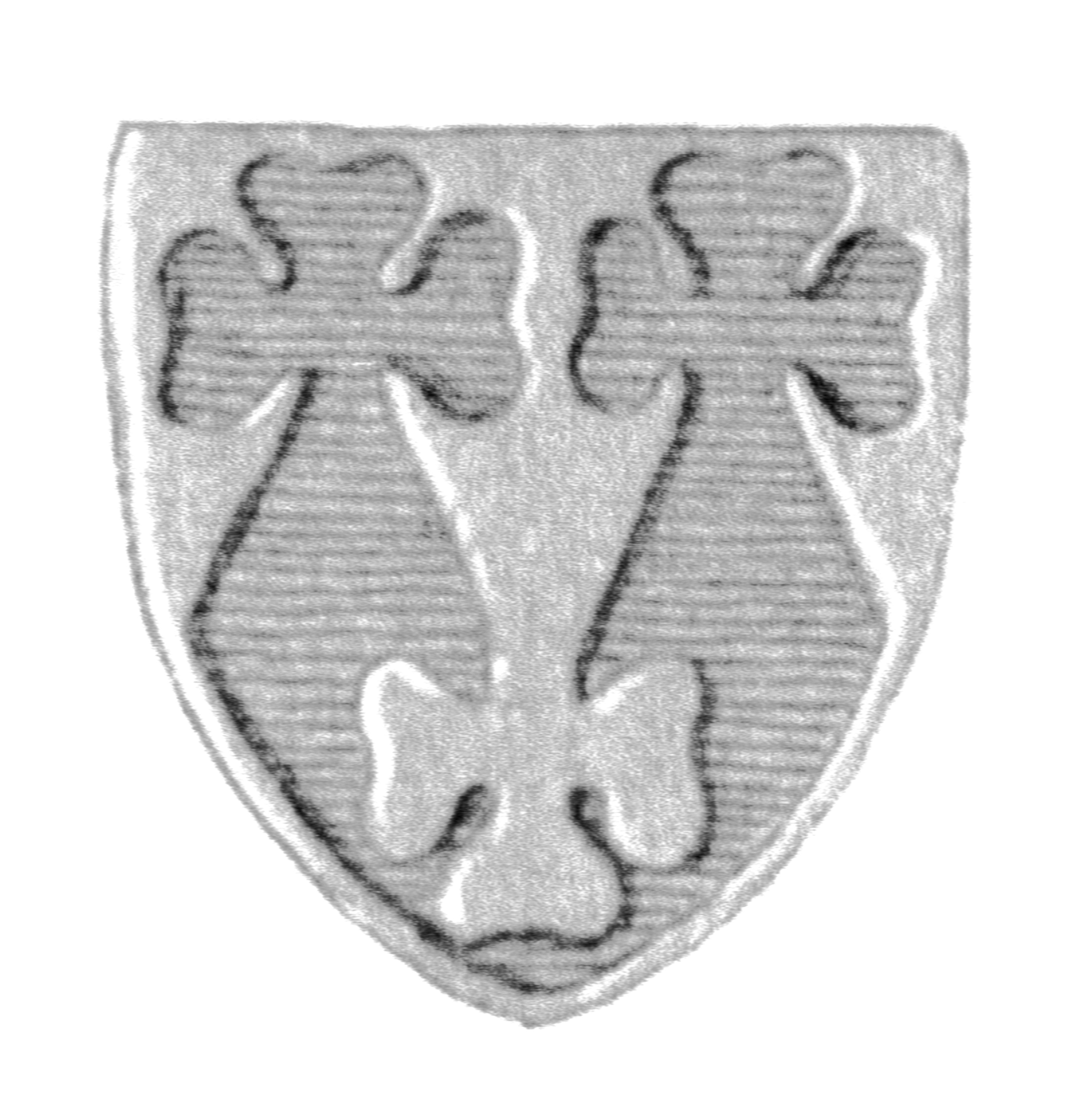
Siegel des Johann von Schepenstede (um 1337)

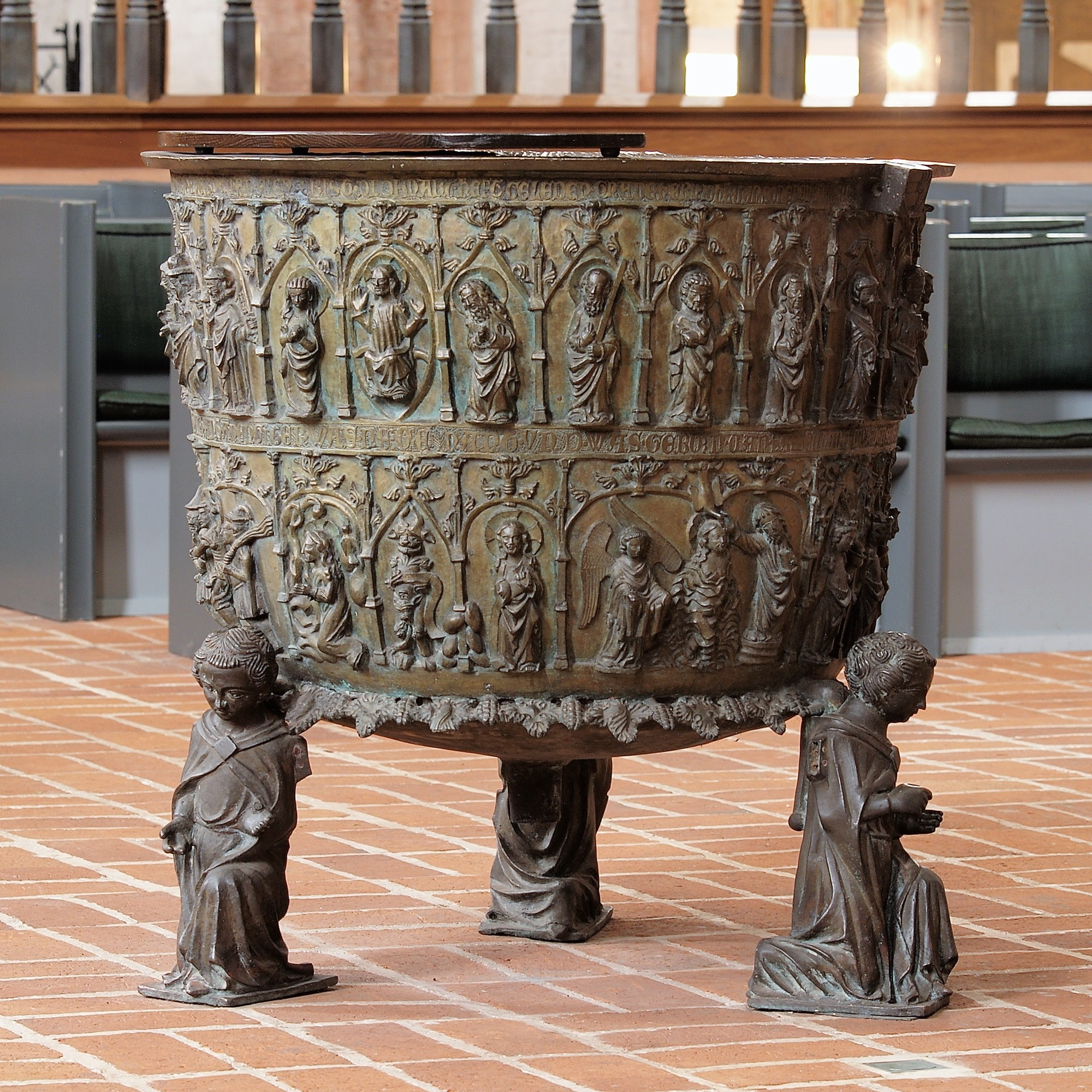
Stiftung Taufbecken in Marien

Johann von Schepenstede (* ; † um 1340) war Ratsherr der Hansestadt Lübeck.

## Leben
Johann von Schepenstede war der Sohn eines Lübecker Bürgers gleichen Namens. Er ist für die Zeit von 1322 bis 1340 als Ratsherr der Stadt belegt. Ab 1330 war er Kirchenvorsteher der Lübecker Marienkirche. 1327 stiftete er der Kirche gemeinsam mit dem Ratsherrn Eberhard von Alen die heute noch vorhandene Fünte, die von Hans Apengeter gegossen wurde. 1338/39 erwarb er das Dorf Offendorf (heute Ortsteil von Ratekau). Schepenstede bewohnte seit 1317 das Haus Schüsselbuden 14. Er war verheiratet mit Gesche Morkerke. Sein Sohn Johann Schepenstede wurde 1350 ebenfalls Lübecker Ratsherr.